# Russians and Americans
Russians and Americans è un disco di Al Stewart, pubblicato nel 1984.

## Disco
È il disco più politico di Al Stewart. Canzoni come Russians and Americans, Rumors of War e The Candidate sono di evidente argomento sociopolitico.
Nel retro di copertina una significativa foto in bianco e nero ritrae Al Stewart insieme a oggetti che, evidentemente, per l'artista scozzese hanno un particolare valore simbolico: un quaderno dove sta scrivendo testi, una bottiglia di vino Montrachet (Stewart è un collezionista di vini), libri di storia, l'edizione americana del suo LP Past, Present and Future e un maxi hamburger (uno dei simboli degli USA). Dietro di lui i musicisti che lo accompagnano nel disco.
Esistono varie edizioni CD con bonus tracks.

## Tracce
Tutte le canzoni scritte da Al Stewart salvo dove diversamente indicato.
1. Lori, Don't Go Right Now (Al Stewart & Peter White) – 4:24
2. Rumors of War (Al Stewart & Peter White) – 5:25
3. The Gypsy and the Rose – 4:17
4. Accident on 3rd Street – 3:30
5. Strange Girl – 3:54
6. Russians and Americans – 4:30
7. Cafè Society – 5:39
8. One, two, three (1-2-3) (John Madora, David White & Leonard Borisoff) – 3:12
9. The Candidate – 2:06

NOTA: la lista riportata è relativa all'edizione inglese. Nell'edizione americana le tracce 1 e 3 sono state sostituite con The One That Got Away (Al Stewart & Peter White) e Night Meeting (Al Stewart)

## Musicisti
- Al Stewart – voce, chitarra acustica ed elettrica, tastiere
- Peter White - chitarra acustica ed elettrica, tastiere, fisarmonica
- Robin Lamble – chitarra acustica, basso, violino (versione GB)
- Adam Yurman - chitarra elettrica
- Steve Chapman - batteria
- Denny Carmassi - batteria
- Harry Stinson - batteria (versione GB)
- Phil Kenzie - sax
- Marc “Caz” Macino - armonica a bocca
- Mike Fisher - percussioni
- Mike Flicker – percussioni aggiunte
- Marcy Levy - coro
- Lynn Davis – coro
- Joyce Kennedy – coro
- Charity McCrary - coro
- Andrew Powell - arrangiamenti orchestrali
- Robin Gee - uomo alla porta